# Králická tiesňava
Králická tiesňava je přírodní památka v oblasti Poľana na Slovensku.
Nachází se v katastrálním území obce Králiky a Banská Bystrica v okrese Banská Bystrica v Banskobystrickém kraji. Území bylo vyhlášeno či novelizováno v roce 1993 na rozloze 20,8900 ha. Ochranné pásmo nebylo stanoveno.
Na Farebném potoce je tzv. Kralický vodopád.